# Jaderná elektrárna Onagawa
Jaderná elektrárna Onagawa (japonsky 女川原子力発電所, Onagawa genširjoku hacudenšo) je jaderná elektrárna v Japonsku. Leží poblíž Onagawy v okrese Ošika v prefektuře Mijagi a 70 kilometrů severovýchodně od města Sendai. Jadernou elektrárnu provozuje společnost Tohoku Power Company.

## Historie a technické informace
Všechny reaktory postavila společnost Toshiba. Jednotka Onagawa-3 byla použita jako prototyp pro jadernou elektrárnu Higašidori.
Elektrárna byla dočasně uzavřena po zemětřesení a tsunami v Tóhoku v roce 2011. Tamní elektrárna byla nejbližší jadernou elektrárnou k epicentru a s výhledem na Tichý oceán na severovýchodním pobřeží Japonska, při čemž zažila velmi silné otřesy země a stále patří k nejsilněji zasaženým jaderným elektrárnám zemětřesením. Všechny tři reaktory v elektrárně úspěšně bez újmy a bez nehody odolaly zemětřesení a tsunami.
Po inspekci MAAE v roce 2012 agentura uvedla, že konstrukční prvky jaderné elektrárny byly pozoruhodně nepoškozené vzhledem k síle zemětřesení, jeho trvání a rozsahu. Společnost Tohoku Power Company oznámila, že třetí patro budovy reaktoru č. 2 ztratilo asi 70 % své strukturální pevnosti a první dvě patra asi 25 % ve srovnání s momentem, kdy byl blok uveden do provozu. V roce 2013 provozovatelé elektrárny zaslali žádost na restart 2. bloku v Onagawě japonským úřadům. V listopadu 2019 odsouhlasily příslušné úřady restart reaktoru pod podmínkou, že bude reaktor dostatečně modernizován. Reaktor č. 2 měl být po dokončení modernizačních prací restartován v roce 2021, ale toto datum bylo po technických potížích od té doby odloženo na únor 2024.
V roce 2018 bylo oznámeno, že 1. blok elektrárny Onagawa, který je od roku 2011 nečinný, bude vyřazen z provozu, protože jeho modernizace by byla příliš nákladná.
Před elektrárnou byla vystavěna zeď, která ji ochrání proti případnému tsunami.

## Informace o reaktorech
| Reaktor   | Typ reaktoru | Výkon  | Výkon  | Zahájení výstavby | Připojení k síti | Uvedení do provozu | Uzavření     |
| Reaktor   | Typ reaktoru | Čistý  | Hrubý  | Zahájení výstavby | Připojení k síti | Uvedení do provozu | Uzavření     |
| --------- | ------------ | ------ | ------ | ----------------- | ---------------- | ------------------ | ------------ |
| Onagawa-1 | BWR Mark-1   | 498 MW | 524 MW | 8. 7. 1980        | 18. 11. 1983     | 1. 4. 1984         | 21. 12. 2018 |
| Onagawa-2 | BWR Mark-1   | 796 MW | 825 MW | 12. 4. 1991       | 23. 12. 1994     | 28. 7. 1995        |              |
| Onagawa-3 | BWR Mark-1   | 796 MW | 825 MW | 23. 1. 1998       | 30. 5. 2001      | 30. 1. 2002        |              |